# Cheilosia iberica
Cheilosia iberica es una especie de sírfido. Es endémica de la mitad occidental de la península ibérica.